# Giovanni M. Marsili
Giovanni M. Marsili (1727-1795) foi um botânico italiano.
Foi professor da cadeira de botânica da Universidade de Pádua e diretor do jardim botânico da mesma universidade, que ampliou consideravelmente.
Produziu um herbário de aproximadamente 430 espécies de plantas e uma rica coleção de livros que atualmente fazem parte da biblioteca deste mesmo jardim.